# Axel Scholtz
Pour les articles homonymes, voir Scholtz.
Axel Scholtz,  né le 1er mars 1935 à Schweidnitz en Allemagne et mort le 21 avril 2025, est un acteur allemand.

## Biographie
Enfant, il joue déjà dans l'adaptation théâtrale d’Émile et les Détectives au Kammerspiele de Munich.
Après l'école, il termine une formation de photographe, suit des cours de théâtre auprès de Friedrich Domin et termine ses études à l'école Otto Falckenberg de Munich. Il joue ensuite dans des cabarets tels Die Zwiebel à Munich et Die Stachelschweine à Berlin. 
Il participe à de nombreux films et productions télévisées, il travaille également comme acteur le doublage et pour de nombreuses pièces radiophoniques. 

## Filmographie
- 1947 : Entre hier et demain
- 1948 : Wege im Zwielicht : Erwin Putzke
- 1950 : Au revoir M. Grock : Kurt Heller
- 1950 : Alles für die Firma
- 1950 : Der Theodor im Fußballtor : Piccolo
- 1950 : Sensation im Savoy
- 1950 : Le Baiser n'est pas un péché : Kellnerjunge, Eduard
- 1950 : Die Sterne lügen nicht : Hotelboy
- 1951 : Herzen im Sturm : Ponny
- 1951 : Fanfaren der Liebe
- 1951 : Hanna Amon (en)
- 1952 : Ein ganz großes Kind
- 1955 : Marianne de ma jeunesse : Franz
- 1958 : Der Pauker : Axel
- 1960 : Die Brücke des Schicksals
- 1960 : Fabrique d'officiers S.S. (de) : Fähnrich Moesler
- 1961 : Toller Hecht auf krummer Tour
- 1962 : Ihr schönster Tag : Herbert
- 1962 : Der Mann im Fahrstuhl (TV) : Jim Gallagher
- 1964 : Georges Dandin (TV) : Colin
- 1964 : Das Kriminalmuseum (série TV) : Panhofer
- 1964 : Hafenpolizei (série TV) : Reinhard
- 1964 : Zweierlei Maß (TV) : Adliger
- 1965 : Schloßpension Fürstenhorst (TV) : Herr Schnürle
- 1965 : Michael Kramer (TV) : Kellner Fritz
- 1965 : Der Spielverderber - Das kurze, verstörte Leben des Kaspar Hauser (TV) : Bursche
- 1965 : Die fünfte Kolonne (série TV) : Wilke
- 1965 : Der Rebell, der keiner war (TV) : Tommy Owens
- 1966 : Un cercueil de diamants : Happy
- 1966 : Das Millionending (série TV) : Willi
- 1968 : Knüpfe das Netz nach dem Fisch (TV) : Antun
- 1968 : Wo man sich trifft (TV) : Harald
- 1968 : Risiko für Weihnachtsmänner (TV) : Junger Weihnachtsmann
- 1969 : Die Hupe - Eine Schülerzeitung (série TV)
- 1969 : Pornissimo
- 1969 : Troilus und Cressida : Helenus
- 1970 : Die Reiter von Padola (série TV)
- 1970 : Faust auf eigene Faust (TV)
- 1970 : Die Kriminalerzählung (série TV)
- 1971 : Der Hitler/Ludendorff-Prozeß - Szenen aus einem Hochverratsprozeß in einer Republik ohne Republikaner (TV) : Heinz Pernet
- 1972 : Verdacht gegen Barry Croft (TV) : Wachtmeister Morris
- 1972 : Agent aus der Retorte (TV) : Patrick O'Malley
- 1972-2005 : Tatort (série TV) : Fuchs / Flugplatzleiter
- 1973 : Ein unheimlich starker Abgang (TV)
- 1975 : Y'en a plein les bottes : Ede
- 1975 : Die Herausforderung (TV) : Herr Braun
- 1975 : Im Feuer ist keine Furt : Alyosha (voix)
- 1976 : Lobster (série TV)
- 1976 : Sternsteinhof : Schnitzereihändler
- 1976-1983 : Inspecteur Derrick (série TV) : Homme dans les toilettes / conducteur
- 1976 : Notsignale (série TV)
- 1978 : 1982: Gutenbach (TV) : Lokalredakteur Schmitz
- 1978 : Zeit zum Aufstehn (série TV)
- 1981 : Nach Mitternacht : SA-Mann
- 1982 : La Rose blanche (Die weiße Rose) : concierge Jakob Schmid
- 1983 : La Tsarine nue
- 1984 : Das Ende vom Anfang (TV) : Loom
- 1986 : Killing Cars : Peter
- 1986 : Stinkwut (TV) : Beauftragter
- 1986 : Didi auf vollen Touren : Fahrlehrer
- 1987 : Die Hausmeisterin (série TV)
- 1987 : Zur Freiheit (série TV)
- 1987 : Gegen die Regel (TV)
- 1989 : Die schnelle Gerdi (série TV)
- 1990 : Das schreckliche Mädchen : L'assistant
- 1992 : Lilli Lottofee (série TV) : Erwin
- 1992 : Section K3 (série TV) : Chrischan
- 1992 : Wolff, police criminelle (série TV) : Otto
- 1993-2002 : Café Meineid (série TV) : Heinrich Stueps / Franz Doppler
- 1994 : Elbflorenz (série TV)
- 1994-1996 : Immer wieder Sonntag (série TV)
- 1995 : Der schwarze Fluch – Tödliche Leidenschaften (TV)
- 1995 : Mutters Courage (TV) : Schlächer/Butcher
- 1996 : Soko brigade des stups (SOKO 5113) (série TV) : Bauer Stiggle / Horst Kerst
- 1998 : Le Dernier Témoin (série TV)
- 2000-2003 : Balko (série TV) : Balkos Opa
- 2002 : L'Empreinte du crime (série TV) : Walter Behrens
- 2003-2013 : Die Rosenheim-Cops (série TV) : Edmund Gruber / Harald Moosbauer / Hausmeister Hartl / Josef Riederer
- 2004 : Munich Mambo : Herr Deems
- 2005 : Beutolomäus sucht den Weihnachtsmann (série TV) : POM Knieske
- 2006 : Das Beste aus meinem Leben (série TV) : Älterer Mann
- 2007 : Le Destin de Bruno (série TV) : Herbert Pöhnke
- 2007 : Das Leuchten der Sterne (TV) : Nachbar
- 2008-2009 : Der Bergdoktor (série TV)
- 2011 : Männerherzen... und die ganz ganz große Liebe : Holger
- 2012 : Double Jeu (série TV) : Laborleiter
- 2012 : Heiter bis tödlich - Hubert und Staller (série TV) : Helmut Krause
- 2013 : München 7 (série TV) : Schlüter
- 2013 : Notruf Hafenkante (série TV)
- 2013 : Liebe am Fjord (série TV) : Ingmar (saison 4, épisode 1 Zwei Sommer 25 octobre 2013)